# کیمبرلی-کلارک

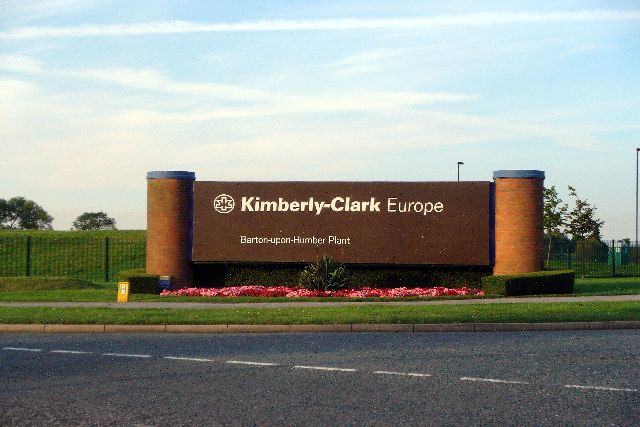
درب ورودی کارخانه کیمبرلی-کلارک، در یورکشایر و هامبر، لینکلن‌شر، بریتانیا

کیمبرلی-کلارک (به انگلیسی: Kimberly-Clark) شرکت مراقبت‌های شخصی آمریکایی است، که در زمینه تولید کاغذ، دستمال توالت، پوشک، نوار بهداشتی و تامپون فعالیت می‌کند.
شرکت کیمبرلی-کلارک در سال ۱۸۷۲ توسط جان کیمبرلی، هاویلا باب‌کوک و چارلز کلارک در شهر نینا، ویسکانسین تأسیس شد و در حال حاضر مالک برندهای کلینکس، کیمبرلی-کلارک دی مکزیکو، کوتونل، دیپند، گودنایتس، هاگیز، کورتکس، اسکات و ویوا می‌باشد.
دفتر مرکزی این شرکت در شهر ایروینگ، تگزاس، ایالات متحده آمریکا قرار دارد و بخشی از سهام آن در بازار بورس نیویورک معامله می‌شود.